# کالیندرا فاریا
کالیندرا فاریا (انگلیسی: Kalindra Faria؛ زادهٔ ۲۳ ژوئیهٔ ۱۹۸۶) ورزشکار هنرهای رزمی ترکیبی اهل برزیل است. وی از سال ۲۰۰۹ میلادی تاکنون مشغول فعالیت بوده‌است.